# Чарлс Къминг
Чарлс Къминг (на английски: Charles Cumming) е шотландски писател на бестселъри в жанра шпионски трилър и криминален роман.

## Биография и творчество
Чарлс Къминг е роден на 5 април 1971 г. в Ейр, Шотландия, в семейството на Иън Къминг и Каролин Пилкингтън. През 1984 г. завършва гимназия „Лудгроу“, през 1989 г. завършва Итън Колидж и през 1994 г. завършва с отличие английска литература в Единбургския университет. През 1995 г. е вербуван от Тайната разузнавателна служба на Обединеното кралство (MI6) и работи известно време за нея. В периода 1996-2011 г. е асистент-редактор на списание „The Week“.
Вдъхновен от опита си в МИ-6 пише първия си роман „A Spy by Nature“ (Шпионин по природа) от поредицата „Алек Милиюс“, който е публикуван през 2001 г. Главният герой е разочарован от живота си и се обръща към МИ6, защото смята, че владее изкуството на измамата. Но попадайки в сложната система от блъфове, контраблъфове, параноя и предателство, разликата между истината и лъжата може да коства собствения му живот.
През 2012 г. е издаден романа му „Чужда територия“ от поредицата „Томас Кел“. Главният герой е изпадналия в немилост и отстранен агент на МИ6 след операция в Кабул Томас Кел. Но на него е възложено да открие бързо изчезналата бъдеща ръководителка на институцията Амилия Левин. Разследванията му го отвеждат във Франция и Северна Африка, където открива дълбоко скрита в миналото на Амилия тайна, която застрашава националната сигурност и собствения му живот.
В шпионския си романа „Шесторката от Кеймбридж“ от 2011 г. представя история свързана с „Петорката от Кеймбридж“ – прочута шпионска група от Втората световна война работила за Съветския съюз. Специалистът по руска история Сам Гадис разследва съмнителната смърт на дипломата Едуард Крейн и убийството на известна журналистка свързано с игрите на тайните служби и строго пазена от двете страни тайна от миналото. Но шпионските мрежи не желаят някой да се рови в дейността им и той самият попада под ударите им.
Чарлс Къминг живее със семейството си в Лондон.

## Произведения

### Самостоятелни романи
- The Hidden Man (2003)
- Typhoon (2008)
- The Trinity Six (2011)
Шесторката от Кеймбридж, изд.: ИК „Обсидиан“, София (2011), прев. Боян Дамянов
- The Man Between (2018) – издаден и като „The Moroccan Girl“

### Серия „Алек Милиюс“ (Alec Milius)
1. A Spy by Nature (2001)
2. The Spanish Game (2006)

### Серия „Томас Кел“ (Thomas Kell)
1. A Foreign Country (2012) – награда „Макавити“, награда „Иън Флеминг”
Чужда територия, изд.: ИК „Обсидиан“, София (2012), прев. Боян Дамянов
2. A Colder War (2014)
По-студената война, изд.: ИК „Обсидиан“, София (2014), прев. Боян Дамянов
3. A Divided Spy (2016)